# Chaetonerius ghesquierei
Chaetonerius ghesquierei är en tvåvingeart som beskrevs av Aczel 1954. Chaetonerius ghesquierei ingår i släktet Chaetonerius och familjen Neriidae. Inga underarter finns listade i Catalogue of Life.